# Setozius incertus
Setozius incertus (der Gattungsname nimmt Bezug auf die zahlreichen Borsten, lat. setae) ist eine Art der Krabben. Sie wurde 2013 eher zufällig im Bewuchs einer Ölplattform entdeckt, die zur Überholung aus dem Südchinesischen Meer und der Timorsee nach Singapur geschleppt worden war. Die Erstbeschreibung basiert nur auf einem männlichen Exemplar ohne rechtes Scherenbein.

## Merkmale

### Merkmale der Gattung
Der Carapax ist rundlich, breiter als lang, die Regionen zeichnen sich nur undeutlich ab und die Rückenfläche trägt zahlreiche lange steife Borsten. Die Stirn ist zweilappig, jeder Lappen ist mit vier deutlichen scharfen Körnchen besetzt. Die Augenhöhlen sind relativ groß. Der vor-seitliche Rand trägt fünf scharfe Körnchen, der hintere Rand des Epistoms weist vier breite Lappen auf. Das Endostome zeigt vier deutliche, schräge Leisten. Das dritte Maxilliped ist mit kurzen und langen steifen Borsten besetzt, der innere Rand des Merus trägt einen deutlichen spitzen Zahn und kleine Körnchen. Der vorn-seitliche Winkel ist ohrförmig, das Exopod kräftig mit langem Flagellum. Die äußeren Oberflächen des linken Scherenbeins sind an Manus, Carpus und Merus mit kurzen und langen steifen Borsten besetzt, Manus mit kro0en konischen Körnchen.
Die Schreitbeine sind relativ kurz, mit kurzen und langen steifen Borsten besetzt, alle Segmente unbewaffnet. Die Länge des vorderen thorakale Sternum (Sterniten 1–4) ist ungleich der Breite. Die Spitze formt einen stumpfen Winkel. Die ersten beiden Sterniten sind verschmolzen, die Nähte zwischen den zweiten, dritten und vierten Sterniten sind nur seitlich sichtbar. Das vierte Sternit hat eine seichte Längseinwölbung vor der Sternoabdominalhöhle. Letztere reicht vorn bis auf Höhe des Vorderrand der Coxa des  ersten Schreitbeins. Das Abdomen ist quer eng, all Somiten und das Telson frei. Das erste Gonopodium (G1) ist sinusartig, Schlank und an den Seitenrändern mit kurzen Dornen besetzt. Das zweite Gonopodium hat etwa 40 % der Länge des ersten.

### Merkmale der Art
Der männliche Holotyp ist 16,3 × 13,2 mm groß.

## Systematik
Drei Merkmale teilt die Gattung mit den Pseudozioidea (nicht verschmolzene Somiten, das mit kleinen Dornen besetzte G1 und das relativ lange G2). Hinsichtlich des Carapax, der beborsteten Scherenbeine, Form des thorakalen Sternums und Länge seiner Somiten weicht die Gattung aber deutlich von den Pseudoziidae ab. Hier ähnelt Setozius eher der Gattung Pilumnoides. Damit wäre Setozius die erste Gattung der Pilumnoididae, die im Indo-Westpazifik beheimatet ist.